# Dingazi
Dingazi è un comune rurale del Niger facente parte del dipartimento di Ouallam nella regione di Tillabéri.